# Paratendipes nigrimanus
Paratendipes nigrimanus är en tvåvingeart som beskrevs av Jean-Jacques Kieffer 1921. Paratendipes nigrimanus ingår i släktet Paratendipes och familjen fjädermyggor.
Artens utbredningsområde är Polen. Inga underarter finns listade i Catalogue of Life.